# 中村剛教
中村 剛教（なかむら たけのり、1990年9月8日 - ）は、兵庫県出身の、日本の柔道選手。階級は73kg級。身長174cm。血液型はA型。組み手は左組み。得意技は背負投。

## 経歴
柔道は5歳の時に父が教える社柔道少年団で始めた。社中学から京都共栄学園高校へ進むと、2年の時にインターハイ66kg級の初戦で敗れた。3年の時には京都パリ交流柔道大会で2位となった。
2009年に山梨学院大学へ進むと、1年の時には全日本ジュニアの73kg級で3位になり全日本強化選手に選ばれた。2年の時には講道館杯で3位に入った。3年の時には全日本学生体重別で初の全国大会優勝を果たした。また、講道館杯で3位、グランプリ・青島では2位となった。4年の時には学生体重別とグランプリ・アブダビで3位だった。2013年に大阪府警察の所属になると、選抜体重別、講道館杯、グランプリ・ウランバートルでそれぞれ3位になった。2014年にはヨーロッパオープン・オーバーヴァルトで優勝すると、選抜体重別では3位となった。その後グランドスラム東京に2度出場している。。

## 戦績
- 2008年 - 京都パリ交流柔道大会　2位
- 2009年 - 全日本ジュニア　3位
- 2010年 - 講道館杯　3位
- 2010年 - ベルギー国際5位
- 2010年 - 全日本優勝大会　3位
- 2011年 - 学生体重別　優勝
- 2011年 - ベルギー国際出場
- 2011年 - 全日本優勝大会団体　3位
- 2011年 - ウズベキスタン出場
- 2011年 - 全日本優勝大会団体　3位
- 2011年 - 講道館杯　3位
- 2011年 - グランプリ・青島 2位
- 2012年 - グランプリ・ジョージア3位
- 2012年 - 全日本学生体重別　3位
- 2012年 - グランプリ・アブダビ 3位
- 2012年 - グランプリ・チェジュ5位
- 2013年 - 全日本選抜体重別　3位
- 2013年 - グランプリ・ウランバートル 3位
- 2013年 - 講道館杯　3位
- 2013年 - グランドスラム・東京 7位
- 2014年 - ヨーロッパオープン・オーバーヴァルト 優勝
- 2014年 - グランドスラム・東京2014 出場
- 2014年 - 全日本選抜体重別　3位
- 2014年 - 講道館　5位
- 2015年 - 全国警察選手権　3位

(出典、JudoInside.com)